# Krawal Banda
Krawal Banda – polski zespół muzyczny grający muzykę rockową, w szczególności w takich stylach jak punk rock, w tym w szczególności oi! oraz rock and roll i power pop. Założony został w Ustroniu w 2007 r. Zespół ma szczególnie silne powiązania z grupą Rezystencja, bowiem aż trzech muzyków uczestniczących w pracach kapeli, było wcześniej członkami tego zespołu muzycznego.

## Historia i występy
Zespół muzyczny Krawal Banda został założony w Ustroniu. Miało to miejsce w 2007 r. Pośród muzyków, którzy uczestniczyli jego założeniu, było dwóch członków nieistniejącej już wówczas kapeli Rezystencja – Jerzy i Krzysztof. W 2014 r. wytwórnia muzyczna Olifant Records wydała pierwszy debiutancki album muzyczny zespołu pod tytułem „Szatańskie Wersety”. Kolejny 2015 rok przyniósł nagranie materiału do albumu „Skazani Na V Ligę”. Brak jest jednak informacji o dacie jego wydania. Wydawcami tego materiału były wytwórnie eNtivi, Anty Records, U-Boot Bootleg Records. Następny album ujrzał światło dzienne w 2018 r. Otrzymał on tytuł „Czekając Na Śmierć”. Tu ponownie wydawcą był Olifant Records.
W swojej karierze zespół koncertował w Polsce i w Czechach.
Przykładowe występy zespołu Krawal Banda oraz wykonawcy, z którymi kapela grała na tych koncertach:
- 2014-04-05: Żory, Czarny Kot, pozostali wykonawcy – Rodzina Przestępcza Oi, Perła77, Skunx[13][14]
- 2015-03-14: Cieszyn, Anielski Młyn, pozostali wykonawcy – Warhlack[15]
- 2016-03-05: Kraków, Klub Meta OSB, pozostali wykonawcy – Zbeer, Faul, 77sins[16]
- 2017-02-18: Cieszyn, Cieszyński ośrodek kultury \Dom Narodowy\ - COK, koncert na 10-lecie zespołu[6]
- 2017-12-02: Poznań, Klub u Bazyla, Koncert - Tribute to Ramzes & The Hooligans, pozostali wykonawcy – The Sandals, Po prostu, Royal Kids Of The 1977[17][18]
- 2018-04-14: Pardubice, Ponorka (Czechy), pozostali wykonawcy – Lupara (Czechy, Pardubice), Normals?! (Czechy, Praga), Proi!ekt (Czechy, Pardubice)[19]
- 2018-05-11: Wrocław, Klub Alive, dwudniowy festiwal „Breslau Street Fest” vol. 5, pozostali wykonawcy – Awaria Obrazu, City Combat, Lumpex 75, Bistro Boys, The Trolls, Faul, The Junkers[20]
- 2018-11-24: Żory, Czarny Kot, Punk Rock Show, pozostali wykonawcy – Czterdzieści jeden dwieście old school punk, Rock'n'Roll Rebels, Not4You[21]
- 2019-10-12: Kraków, Klub Kornet (Kornet Live Music Club / Jazz Club Kornet), pozostali wykonawcy – Contrapunk[22][23][24], SZ.O.P.E.N..B[22]
- 2022-10-14: Kraków, Pub Pod Ziemią, pozostali wykonawcy – Lamia Reno[3][5]
- 2022-10-15: Lublin, Pub Pod Ziemią, pozostali wykonawcy – Lamia Reno, Nic Ważnego[4][5]
- 2023-06-23: Cieszyn, Otwarty Klub Cieszyn[7]
- 2024-11-09: Rybnik, Koncert: Love Music - Leave Politics! vol.1., pozostali wykonawcy – Bachor, Bistro Boys[25].

## Muzycy i instrumentarium

### Członkowie zespołu
Członkowie kapeli z różnych okresów czasu i ich funkcja w zespole:
- Adam: basista /gitara basowa/[27]
- Arek: gitarzysta /gitara/[28]
- Jacek: perkusista /perkusja/[29]
- Jerzy Nowak (Jerzy, Jerzyk, Jurek): wokalista[30]
- Kamil: perkusista /perkusja/[31]
- Krzysiek (Krzycho): gitarzysta /gitara/, wokal w tle[32]
- Xxxxx: perkusista /perkusja/[33].

### Goście zespołu
Wraz z zespołem przy realizacji materiału do niektórych albumów muzycznych współpracowali gościnnie różni muzycy. Można tu wymienić:
- Bartek: saksofonista /saksofon/[34][35][36]
- Gorgo: gitarzysta /gitara/[35]
- Martin Roženek (Martin): klawiszowiec /keyboard/[34][37][38]
- Zdeněk Čepička (Zdenek): bongosy[37][39].

### Składy zespołu
| Członek  | 2014 r. | 2015 r. | 2018 r. |
| -------- | ------- | ------- | ------- |
| Adam     | Tak     | Tak     | Tak     |
| Arek     | Nie     | Nie     | Tak     |
| Jacek    | Nie     | Nie     | Tak     |
| Jerzy    | Tak     | Tak     | Tak     |
| Kamil    | Tak     | Nie     | Nie     |
| Krzysiek | Tak     | Nie     | Tak     |
| Xxxxx    | Nie     | Tak     | Nie     |

| Gość   | 2014 r. | 2015 r. | 2018 r. |
| ------ | ------- | ------- | ------- |
| Bartek | Tak     | Tak     | Nie     |
| Gorgo  | Nie     | Tak     | Nie     |
| Martin | Tak     | Nie     | Tak     |
| Zdenek | Nie     | Nie     | Tak     |

### Instrumentarium i osoby
| Instrument / funkcja | Członkowie                          | Goście                  |
| -------------------- | ----------------------------------- | ----------------------- |
| wokal                | Jerzy Nowak, Krzysiek (wokal w tle) |                         |
| gitara elektryczna   | Arek, Krzysiek                      | Gorgo                   |
| gitara basowa        | Adam                                |                         |
| perkusja             | Jacek, Kamil, Xxxxx                 |                         |
| keyboard             |                                     | Martin Roženek (Martin) |
| saksofon             |                                     | Bartek                  |
| bongosy              |                                     | Zdeněk Čepička (Zdenek) |

### Powiązania
Niektórzy członkowie zespołu współtworzyli także w ramach innych projektów i grup muzycznych, w tym między innymi w ramach takich kapel jak:
- BTM: Jerzy Nowak[40]
- Rezystencja: Adam[41], Jerzy Nowak[42]
- Szczerbiec: Jerzy Nowak[42][43].

Ponadto gościnnie z zespołem występowali następujący muzycy, którzy między innymi współtworzyli wymienione zespoły muzyczne:
- Bartek: Rezystencja[36]
- Martin Roženek (Martin): 	Ador Dorath[44]
- Zdeněk Čepička (Zdenek): 	Ador Dorath, Forgotten Silence, Postcards From Arkham[45]

## Twórczość
Muzyka tworzona przez zespół zaliczana jest do gatunku muzycznego jakim jest rock, a w szczególności do jego nurtu punk rock, w tym w szczególności street punk / oi!. Jednak w wielu kompozycjach muzycznych tworzonych i prezentowanych przez zespół wyraziście pojawiają się także inne style muzyczne, takie jak rock and roll, power pop. W niektórych utworach dostrzegane są także brzmienia pochodzące z takich nurtów muzycznych jak reggae, ska, two tone. Zdarzają się także takie opinie, w których wyrażany jest pogląd, że jest to street punk / oi! z dużym wpływem ska.
Sam zespół w swoich wypowiedziach stwierdza, że choć oczywiście punk rock jest dla nich podstawową inspiracją twórczą, to jednak nie zamykają się absolutnie tylko na ten styl lecz przede wszystkim cenią także rock'n'roll z lat 70. XX wieku. Wymieniają przy tym takich wykonawców muzycznych jak Iggy Pop, New York Dolls, Eddie and the Hot Rods, Dictators, Ramones, The Clash, Sex Pistols, The Damned, Generation X, The Stranglers i wielu innych.

## Autorzy
Zespół tworzy i wykonuje własne kompozycje muzyczne. Oprócz tego jednak wykonuje także utwory innych zespołów, w tym kapel powiązanych, takich w których występowali niektórzy członkowie Krawal Bandy. Można tu wymienić kompozycje autorstwa zespołu BTM (utwór „Sztajm”). Kapela ma w swoim repertuarze także kompozycje innych zespołów takich jak Neo (Ian North, Derek Quinton, Stephen Wilkin – Ian North's Radio), czy Eddie and the Hot Rods.
Teksty do utworów również w większej części są autorstwa zespołu. Oprócz tego pojedyncze piosenki zostało napisanych przez autorów zewnętrznych. Można tu wymienić Marię Nowak (utwór „Suka (Dla Jasia)”), grupę BTM (utwór „Sztajm”) i Rezystencję (utwór „Rock'n'roll Is Shit”). W repertuarze grupy są również utwory z tekstami pieśni tradycyjnych.

## Dyskografia

### Dyskografia zespołu i inne wydawnictwa
Albumy muzyczne:
- „Szatańskie Wersety”: 2014 r., wydawca Olifant Records (identyfikator Olifant Records 060, 4930), jedna płyta kompaktowa, dwie wersje wydania[8][9][51][52]
- „Skazani Na V Ligę”: brak informacji o dacie wydania[b], wydawcy eNtivi, Anty Records, U-Boot Bootleg Records (identyfikator U-Boot 006), jedna płyta kompaktowa[2][10]
- „Czekając Na Śmierć”: 2018 r., wydawca Olifant Records (identyfikator Olifant Records 121, OR-CD 121), jedna płyta kompaktowa, dwie wersje wydania[11][12][53][54][55][56].

### Składanki
Składanki, kompilacje, w ramach których zamieszczono minimum jeden utwór muzyczny zespołu Krawal Banda:
- „Muzyka ulicy muzyka dla mas vol. 3”: 2014 r., jedna płyta kompaktowa, wytwórnia Olifant Records (identyfikator albumu: Olifant Records 58, T-4749, Olifant Records 058), seria: „Muzyka ulicy muzyka dla mas”[58][59]
- „Muzyka ulicy muzyka dla mas vol. 4”: 2016 r., jedna płyta kompaktowa, kaseta magnetofonowa, wytwórnia Olifant Records (identyfikator albumu: 079), seria: „Muzyka ulicy muzyka dla mas”[60][61]

## Oceny i opinie
Pomimo że w twórczości zespołu są dostrzegane różne style muzyczne, to jednak dominuje punk rock, w szczególności street punk / oi!. Tak właśnie postrzegana jest grupa Krawal Banda – jako zespół street punkowy. Mimo występowania w wielu utworach dodatkowych instrumentów muzycznych takich jak keyboard czy saksofon i pewnych brzmień kojarzących się z muzyką reggae, ska, two tone, to jednak jego muzyka jednoznacznie uznawana jest za klasykę street punkową / oi!. Niektórzy autorzy recenzji dostrzegają analogię do dokonań zespołu Insidious Skin. Jednak podkreślają oni, że kompozycje Krawal Bandy mają w stosunku do kompozycji wymienionej kapeli szybszy rytm i „zabawniejsze” melodie. Zwraca się również uwagę na pojawiającą się w niektórych utworach kwestię związaną z miejscem powstania zespołu – Ustronia. Członkowie zespołu są bowiem kibicami tamtejszego klubu piłkarskiego – KS Kuźnia Ustroń – co wyrażają także w treści części śpiewanych piosenek.